# Collegio di Witham
Witham è un collegio elettorale situato nell'Essex, nell'Est dell'Inghilterra, e rappresentato alla Camera dei comuni del Parlamento del Regno Unito. Elegge un membro del parlamento con il sistema first-past-the-post, ossia maggioritario a turno unico; l'attuale parlamentare è Priti Patel del Partito Conservatore, che rappresenta il collegio dal 2010.

## Estensione

Witham dal 2010 al 2024

A seguito della revisione della rappresentanza parlamentare dell'Essex, la Boundary Commission for England apportò radicali modifiche ai collegi esistenti per permettere l'allocazione di un seggio extra per via della crescita della popolazione. Di conseguenza, i ward elettorali del distretto di Braintree, del Borough di Colchester e del distretto di Maldon vennero utilizzati per creare il nuovo collegio di Witham.
- da Braintree: i ward di Black Notley and Terling, Bradwell, Silver End and Rivenhall, Coggeshall and North Feering, Hatfield Peverel, Kelvedon, Witham Chipping Hill and Central, Witham North, Witham South e Witham West
- da Maldon: i ward di Great Totham, Tollesbury, Tolleshunt D'Arcy e Wickham Bishops and Woodham
- da Colchester: i ward di Birch and Winstree, Copford and West Stanway, Marks Tey, Stanway e Tiptree.

Dal 2024 il collegio è costituito dai seguenti ward:
- nel distretto di Braintree: Coggeshall; Hatfield Peverel and Terling; Kelvedon and Feering; Silver End and Cressing; The Colnes; Witham Central; Witham North; Witham South e Witham West;
- nella città di Colchester:  Marks Tey and Layer; Stanway e Tiptree;
- nel distretto di Maldon: Great Totham; Tollesbury; Tolleshunt D’arcy e Wickham Bishops and Woodham.[1]

## Membri del parlamento
| Elezione | Elezione | Deputato    | Partito      | Note                                                   |
| -------- | -------- | ----------- | ------------ | ------------------------------------------------------ |
|          | 2010     | Priti Patel | Conservatore | Segretario di Stato per gli affari interni (2019-2022) |

## Elezioni

### Elezioni negli anni 2020
| Partito                    | Partito                                   | Candidato                  | Risultati 4 luglio 2024 | Risultati 4 luglio 2024 |
| Partito                    | Partito                                   | Candidato                  | Voti                    | %                       |
| -------------------------- | ----------------------------------------- | -------------------------- | ----------------------- | ----------------------- |
|                            | Conservatore                              | Priti Patel                | 18 827                  | 37,21                   |
|                            | Laburista                                 | Rumi Chowdhury             | 13 682                  | 27,04                   |
|                            | Reform UK                                 | Timothy Blaxill            | 9 870                   | 19,50                   |
|                            | Verdi                                     | James Abbott               | 3 539                   | 6,99                    |
|                            | Lib Dem                                   | Ashley Thompson            | 3 439                   | 6,80                    |
|                            | Indipendente                              | Chelsey Jay                | 1 246                   | 2,46                    |
|                            |                                           |                            |                         |                         |
| Iscritti                   | Iscritti                                  | Iscritti                   | 79 072                  | 100,00                  |
| ↳ Votanti (% su iscritti)  | ↳ Votanti (% su iscritti)                 | ↳ Votanti (% su iscritti)  | 50 603                  | 64,00                   |
| ↳ Astenuti (% su iscritti) | ↳ Astenuti (% su iscritti)                | ↳ Astenuti (% su iscritti) | 28 469                  | 36,00                   |
|                            |                                           |                            |                         |                         |
|                            | Esito: collegio confermato a Conservatore |                            |                         |                         |

### Elezioni negli anni 2010
| Partito                    | Partito                                   | Candidato                  | Risultati 12 dicembre 2019 | Risultati 12 dicembre 2019 |
| Partito                    | Partito                                   | Candidato                  | Voti                       | %                          |
| -------------------------- | ----------------------------------------- | -------------------------- | -------------------------- | -------------------------- |
|                            | Conservatore                              | Priti Patel                | 32 876                     | 66,63                      |
|                            | Laburista                                 | Martin Edobor              | 8 794                      | 17,82                      |
|                            | Lib Dem                                   | Sam North                  | 4 584                      | 9,29                       |
|                            | Verdi                                     | James Abbott               | 3 090                      | 6,26                       |
|                            |                                           |                            |                            |                            |
| Iscritti                   | Iscritti                                  | Iscritti                   | 70 402                     | 100,00                     |
| ↳ Votanti (% su iscritti)  | ↳ Votanti (% su iscritti)                 | ↳ Votanti (% su iscritti)  | 49 344                     | 70,09                      |
| ↳ Astenuti (% su iscritti) | ↳ Astenuti (% su iscritti)                | ↳ Astenuti (% su iscritti) | 21 058                     | 29,91                      |
|                            |                                           |                            |                            |                            |
|                            | Esito: collegio confermato a Conservatore |                            |                            |                            |

| Partito                    | Partito                                   | Candidato                  | Risultati 8 giugno 2017 | Risultati 8 giugno 2017 |
| Partito                    | Partito                                   | Candidato                  | Voti                    | %                       |
| -------------------------- | ----------------------------------------- | -------------------------- | ----------------------- | ----------------------- |
|                            | Conservatore                              | Priti Patel                | 31 670                  | 64,32                   |
|                            | Laburista                                 | Phil Barlow                | 13 024                  | 26,45                   |
|                            | Lib Dem                                   | Jo Hayes                   | 2 715                   | 5,51                    |
|                            | Verdi                                     | James Abbott               | 1 832                   | 3,72                    |
|                            |                                           |                            |                         |                         |
| Iscritti                   | Iscritti                                  | Iscritti                   | 69 090                  | 100,00                  |
| ↳ Votanti (% su iscritti)  | ↳ Votanti (% su iscritti)                 | ↳ Votanti (% su iscritti)  | 49 400                  | 71,50                   |
| ↳ Astenuti (% su iscritti) | ↳ Astenuti (% su iscritti)                | ↳ Astenuti (% su iscritti) | 19 690                  | 28,50                   |
|                            |                                           |                            |                         |                         |
|                            | Esito: collegio confermato a Conservatore |                            |                         |                         |

| Partito                    | Partito                                   | Candidato                  | Risultati 7 maggio 2015 | Risultati 7 maggio 2015 |
| Partito                    | Partito                                   | Candidato                  | Voti                    | %                       |
| -------------------------- | ----------------------------------------- | -------------------------- | ----------------------- | ----------------------- |
|                            | Conservatore                              | Priti Patel                | 27 123                  | 57,50                   |
|                            | UKIP                                      | Garry Cockrill             | 7 569                   | 16,05                   |
|                            | Laburista                                 | John Clarke                | 7 467                   | 15,83                   |
|                            | Lib Dem                                   | Josephine Hayes            | 2 891                   | 6,13                    |
|                            | Verdi                                     | James Abbott               | 2 038                   | 4,32                    |
|                            | Popoli Cristiani                          | Doreen Scrimshaw           | 80                      | 0,17                    |
|                            |                                           |                            |                         |                         |
| Iscritti                   | Iscritti                                  | Iscritti                   | 67 095                  | 100,00                  |
| ↳ Votanti (% su iscritti)  | ↳ Votanti (% su iscritti)                 | ↳ Votanti (% su iscritti)  | 47 168                  | 70,30                   |
| ↳ Astenuti (% su iscritti) | ↳ Astenuti (% su iscritti)                | ↳ Astenuti (% su iscritti) | 19 927                  | 29,70                   |
|                            |                                           |                            |                         |                         |
|                            | Esito: collegio confermato a Conservatore |                            |                         |                         |

| Partito                    | Partito                                         | Candidato                  | Risultati 6 maggio 2010 | Risultati 6 maggio 2010 |
| Partito                    | Partito                                         | Candidato                  | Voti                    | %                       |
| -------------------------- | ----------------------------------------------- | -------------------------- | ----------------------- | ----------------------- |
|                            | Conservatore                                    | Priti Patel                | 24 448                  | 52,20                   |
|                            | Lib Dem                                         | Margaret Phelps            | 9 252                   | 19,75                   |
|                            | Laburista                                       | John Spademan              | 8 656                   | 18,48                   |
|                            | UKIP                                            | David Hodges               | 3 060                   | 6,53                    |
|                            | Verdi                                           | James Abbott               | 1 419                   | 3,03                    |
|                            |                                                 |                            |                         |                         |
| Iscritti                   | Iscritti                                        | Iscritti                   | 66 716                  | 100,00                  |
| ↳ Votanti (% su iscritti)  | ↳ Votanti (% su iscritti)                       | ↳ Votanti (% su iscritti)  | 46 835                  | 70,20                   |
| ↳ Astenuti (% su iscritti) | ↳ Astenuti (% su iscritti)                      | ↳ Astenuti (% su iscritti) | 19 881                  | 29,80                   |
|                            |                                                 |                            |                         |                         |
|                            | Esito: collegio a Conservatore (nuovo collegio) |                            |                         |                         |

## Risultati dei referendum

### Referendum sulla permanenza del Regno Unito nell'Unione europea del 2016
|             | Collegio | Lasciare UE % | Rimanere in UE % |
| ----------- | -------- | ------------- | ---------------- |
|             | Witham   | 60,8%         | 39,2%            |
| Inghilterra | 53,3%    | 46,7%         |                  |
| Regno Unito | 51,9%    | 48,1%         |                  |